# Auguste Payen
Pour les articles homonymes, voir Payen.
Auguste Payen (7 juin 1801, Bruxelles - 16 avril 1877, Saint-Josse-ten-Noode) est un architecte néo-classique belge qui fut actif sous le règne de Léopold 1er.
Architecte pétri du néoclassicisme le plus intransigeant, Auguste Payen a laissé derrière lui une œuvre abondante, composée autant d’édifices publics que d’habitations privées, et a formé plusieurs générations d’architectes en enseignant pendant plus de quarante ans à l’Académie des beaux-arts de Bruxelles, dont il a dirigé la nouvelle section d’architecture avec Tilman-François Suys, Nicolas Roget et son ami intime Gustave Deman.

## Biographie
Auguste Payen, appartient une famille d'architectes tournaisiens, il est le fils de l'architecte Auguste Payen l'Aîné (1759-1812), frère de l'architecte Antoine Payen l'Aîné (1749-1798).
Auguste Payen le Jeune suivit à l'académie de Tournai les cours de Bruno Renard, concepteur du bâtiment des Houillères d'Hornu (appelé aujourd'hui « Grand-Hornu »).
Payen devint ensuite le collaborateur de Nicolas Roget, architecte de la Ville de Bruxelles, avant de le remplacer dans la fonction à l'âge de 29 ans seulement. Ils dessinent ensemble les plans de l'observatoire de Bruxelles, situé place Quetelet. Occupé à l'achèvement des boulevards de la Petite Ceinture, il les équipe de pavillons à l'emplacement des portes démantelées des remparts en vue d'y percevoir l'octroi - taxe sur les marchandises à l'entrée de la ville. Ils sont conçus dans un esprit de fonctionnalité, d’économie et de sobriété.  Sous d’infimes variantes dans l’emploi des ordres et des matériaux, il décline en fait toujours le même plan. 
Nommé architecte ingénieur des jeunes Chemins de fer de l’Etat belge (1841), Auguste Payen dote la Belgique du premier réseau de grandes gares au fur et à mesure de l’extension du réseau ferré.  Les premières gares d’Ostende, Bruges, Verviers, Manage, Pepinster, Gand, Courtrai, Lierre, Renaix, Leuze, Wetteren et Bruxelles-Midi sont toutes de sa main. Elles sont reconnaissables à leurs fenêtres sous arcs en plein cintre et leur bâtiment central à colonnes et fronton, le tout enduit et peint en blanc.
Il figure dans la liste des fondateurs de l'Université libre de Bruxelles.

## Réalisations
- 1826-1832 : ancien observatoire royal de Bruxelles, place Quetelet et avenue de l'Astronomie (avec Nicolas Roget)[2]

- 1828 : transformation des "salles de l'Ancienne Cour" du Palais de Charles de Lorraine (avec Nicolas Roget)[4]

- 1832 : pavillons d'octroi de la Porte d'Anderlecht[5]

- 1832-1834 : pavillons d'octroi de la Porte de Ninove[6],[7]

- 1834-1836 : anciens pavillons d'octroi de la Porte de Namur[2],[8] (transférés à l'entrée du bois de la Cambre[9])

- 1836-1841 : abattoir de la Ville de Bruxelles (démoli en 1926)[10], boulevard de l'Abattoir
- 1837 : gare de Gand-Sud : remplacée par Gand-Saint-Pierre, plus excentrée, et démolie en 1930

- 1839 : travaux de restauration du Théâtre royal du Parc[2]

- 1840 : « Grande écluse » de Bruxelles (« grote spuy »)[11], boulevard Poincaré 77 à  Anderlecht (transformée ultérieurement par Suys)

- 1841-1844 : gare de Bruges (démontée et transférée plus tard à Renaix)

- 1850 : deuxième gare de Tournai démontée en 1879 et reconstruite en gare de Leuze[12].

- 1853 : maison néoclassique, rue Neuve 18 (actuellement transformée)[13]

- 1862 : Gare de Forest-Midi[14]

- 1864-1869 : première Gare de Bruxelles-Midi, néo-classique, aujourd'hui démolie[15],[2],[16]

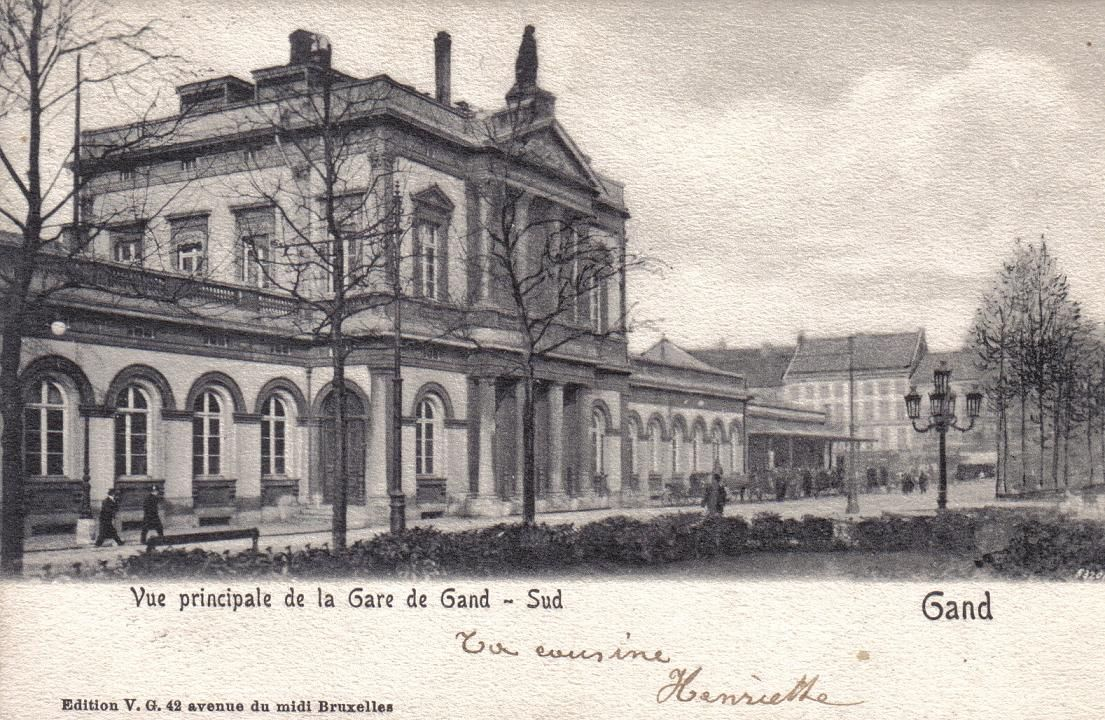
Gare de Gand-Sud (1837).
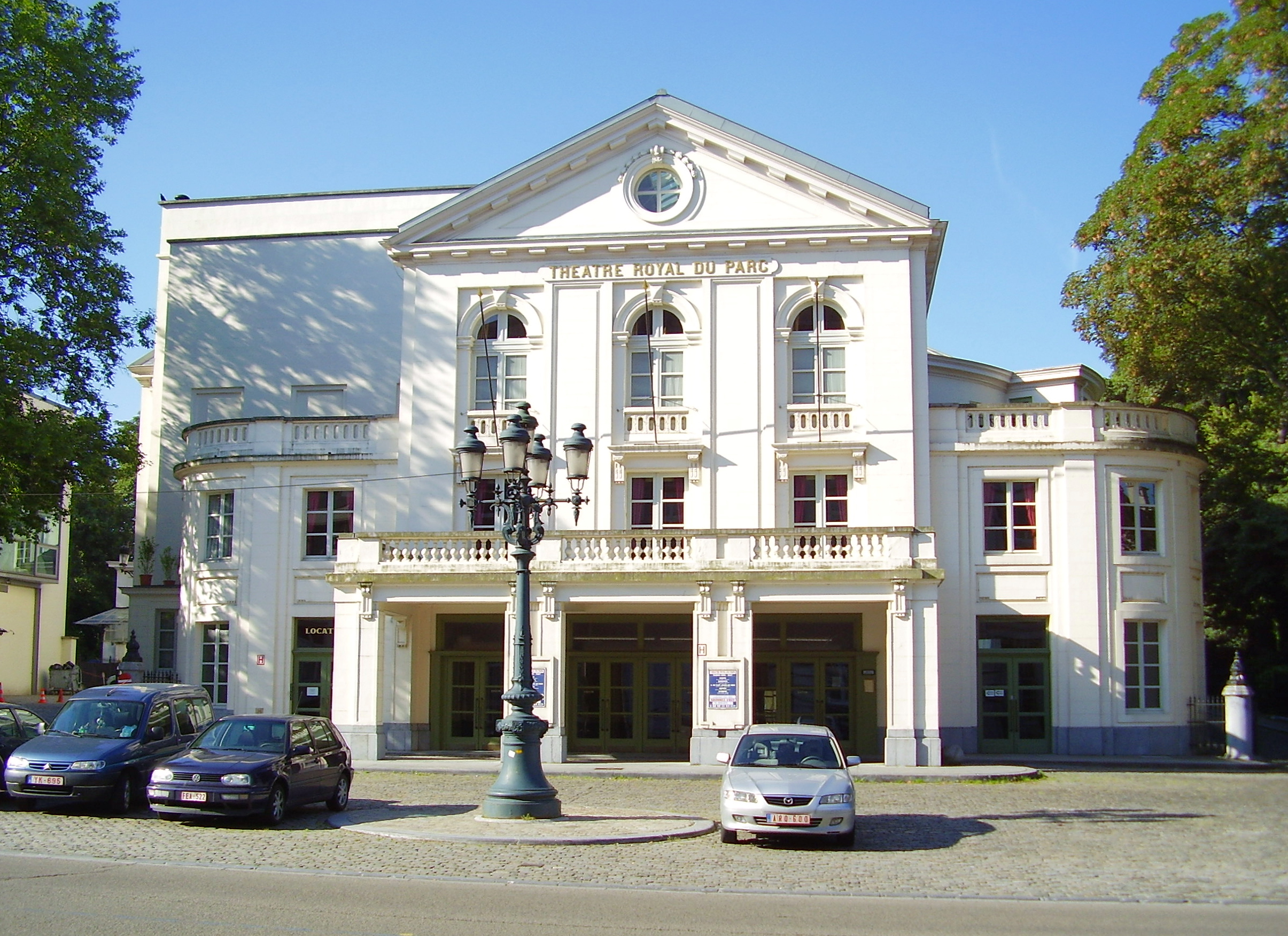
Théâtre royal du Parc (1839).
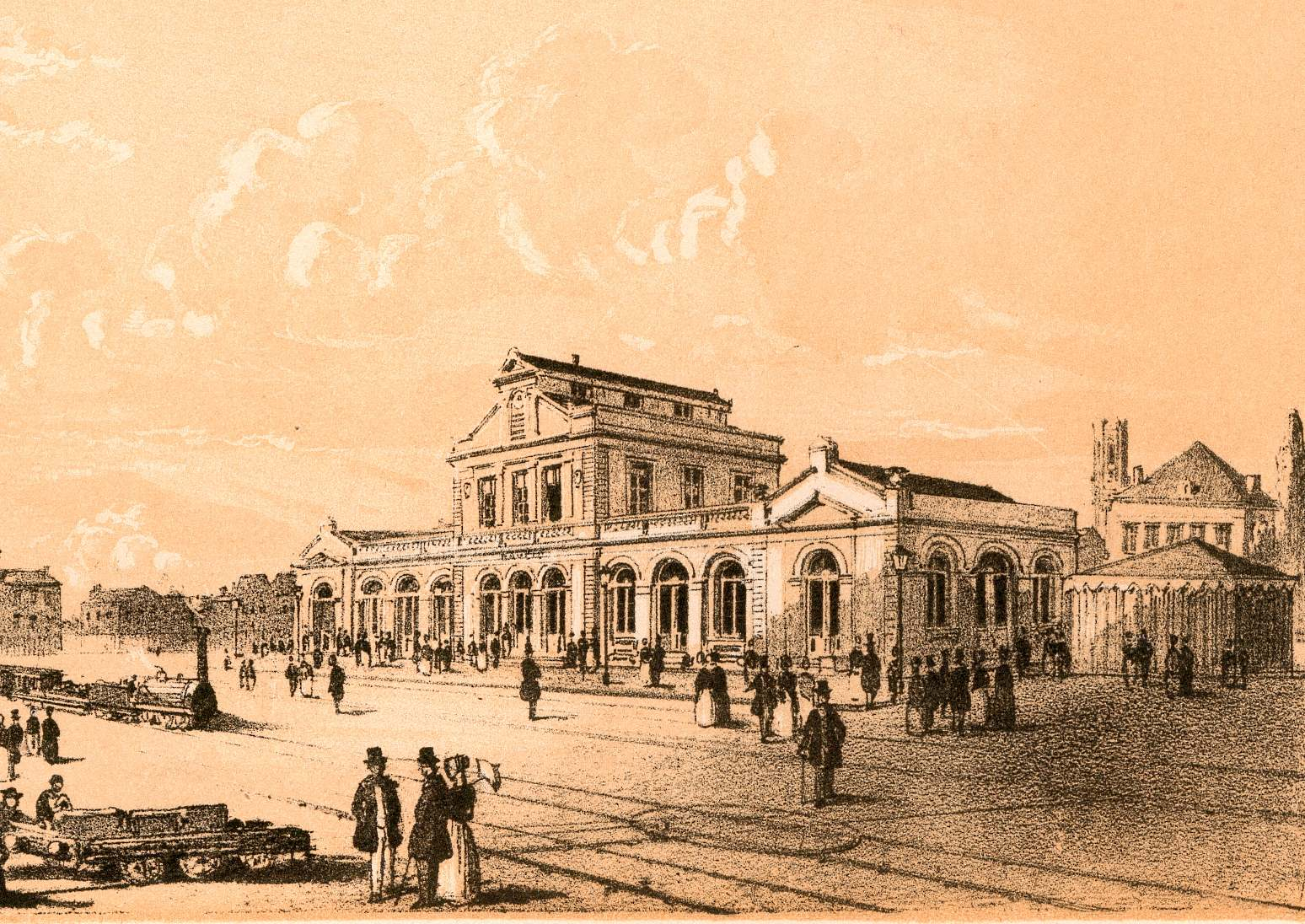
Gare de Bruges (1841-1844)
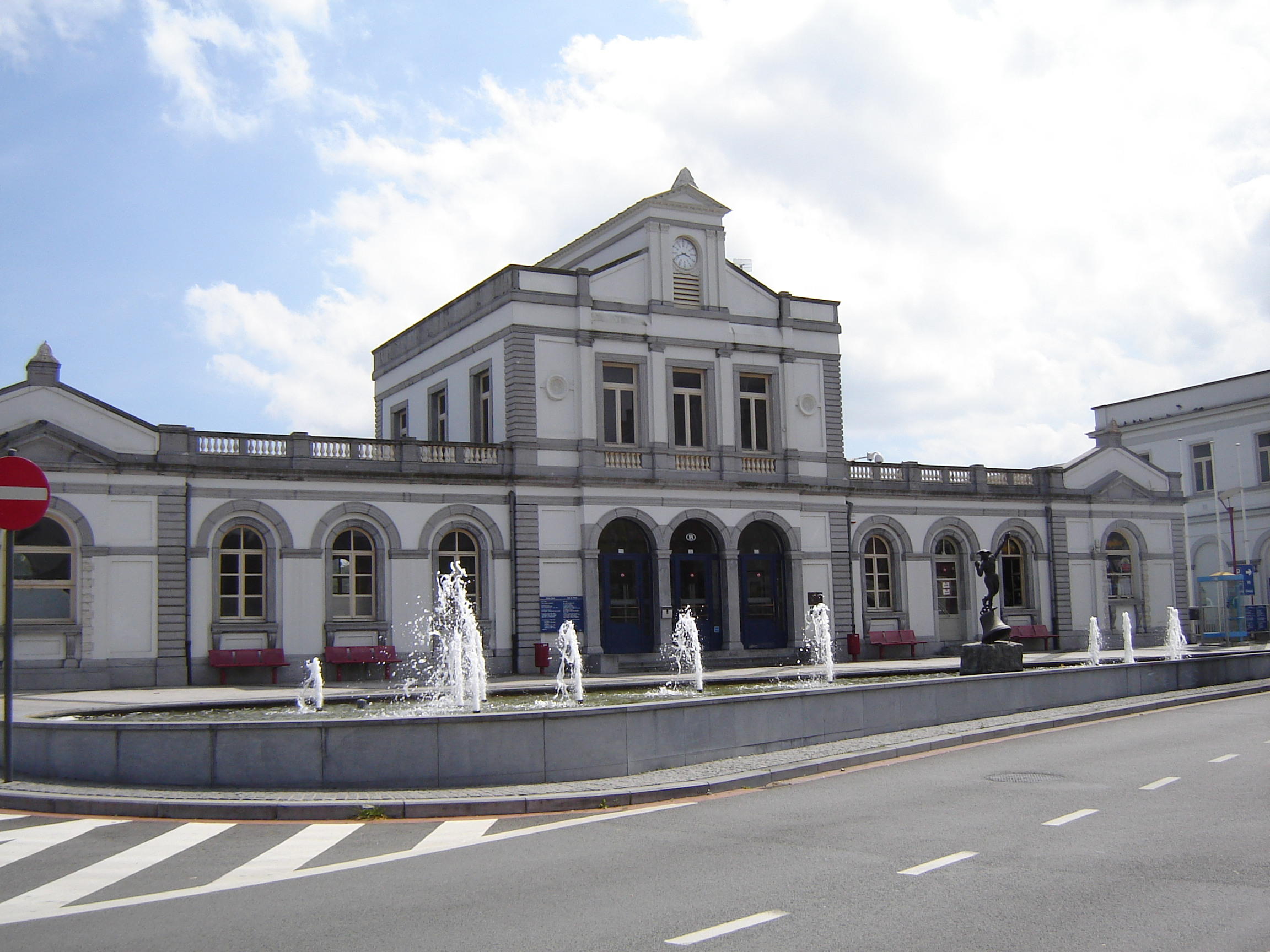
Gare de Renaix
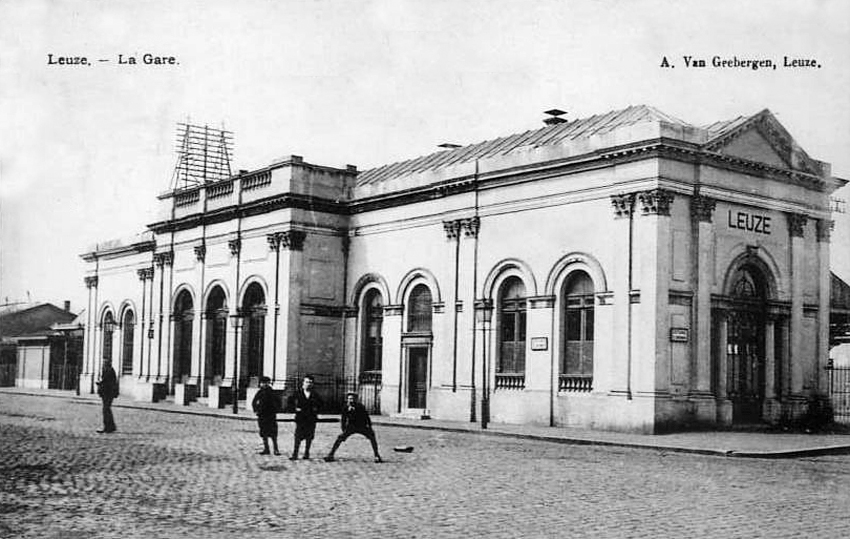
Gare de Leuze (1850)
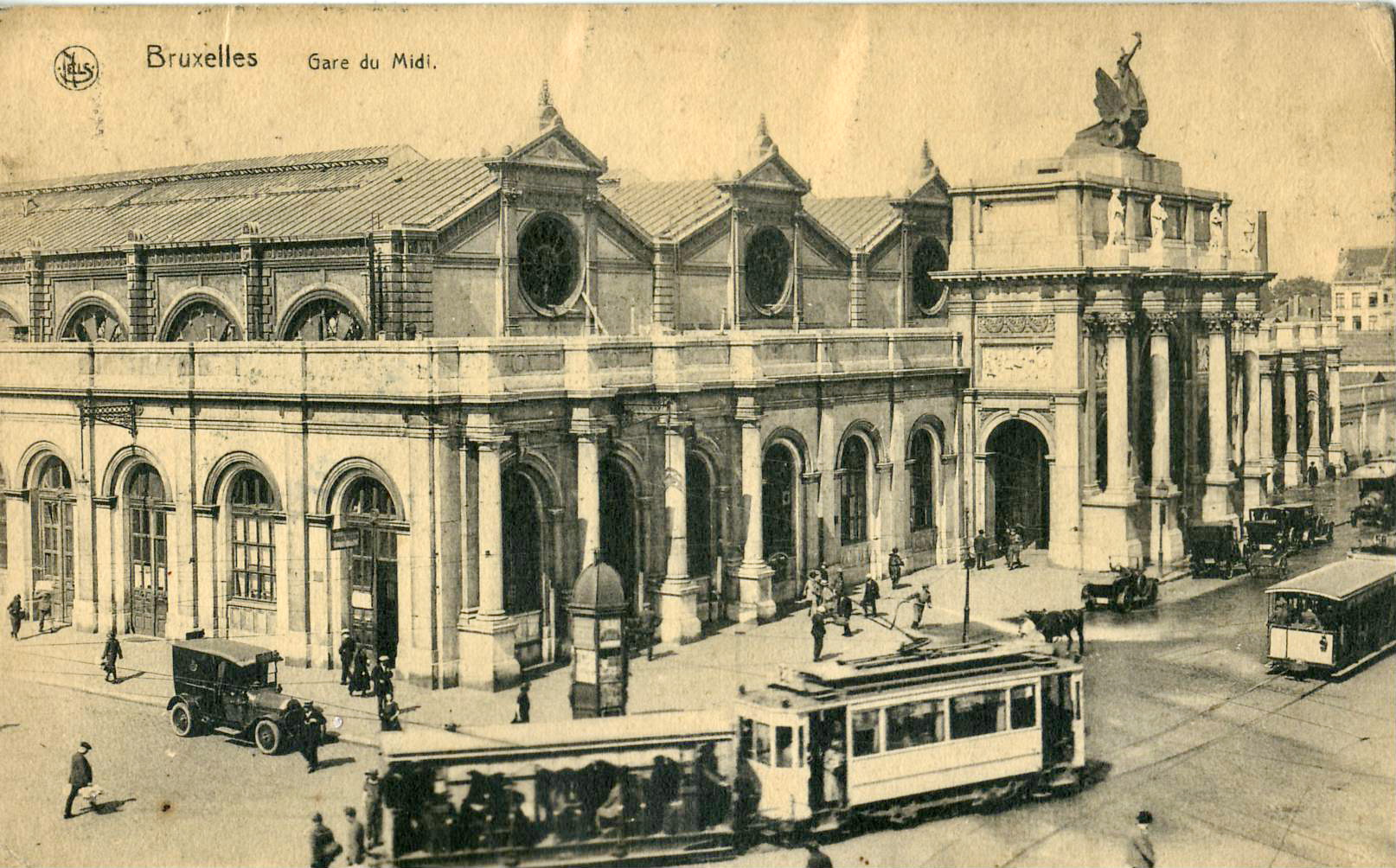
Gare de Bruxelles-Midi (1864-1869).